# Второе Юмагузино
Второе Юмагузино, Юмагузино 2-е — деревня в Кувандыкском городском округе Оренбургской области.

## История
В 19 веке уже существовала.
Входила до 2016 года в состав муниципального образования Новоракитянский сельсовет. 1 января 2016 года после упразднения городского и сельских поселений все населённые пункты вошли в состав Кувандыкского городского округа.

## География
Находится на р. Кураган. Расстояние до районного центра Кувандык — 19 км. Расстояние до областного центра Оренбург — 175 км.
улицы: Иментамакская, Пушкина, переулок Лесной

## Население
| 2010 |
| ---- |
| 146  |

Проживают башкиры.